# Lamezia Terme
Lamezia Terme là một đô thị và cộng đồng (comune) ở tỉnh Catanzaro trong vùng Calabria nước Ý.
Đô thị Lamezia Terme có diện tích ki lô mét vuông, dân số thời điểm năm 31 tháng 4 năm 2011 là 49.006 người .
Đô thị này có các đơn vị dân cư (frazioni) sau: Acquadàuzano, Acquafredda, Annunziata, Bella, Bosco Amatello, Bucolia, Caronte, Carrà, Castagna, Fronti, Gabella, Magolà, Mitoio, San Minà, San Pietro Lametino, Sant'Eufemia Vetere (Sant'Eufemia del Golfo), Serra, Telara, Vallericciardo, Vonio, Zangarona.
Các đô thị giáp ranh: